# Dispensador de gasolina

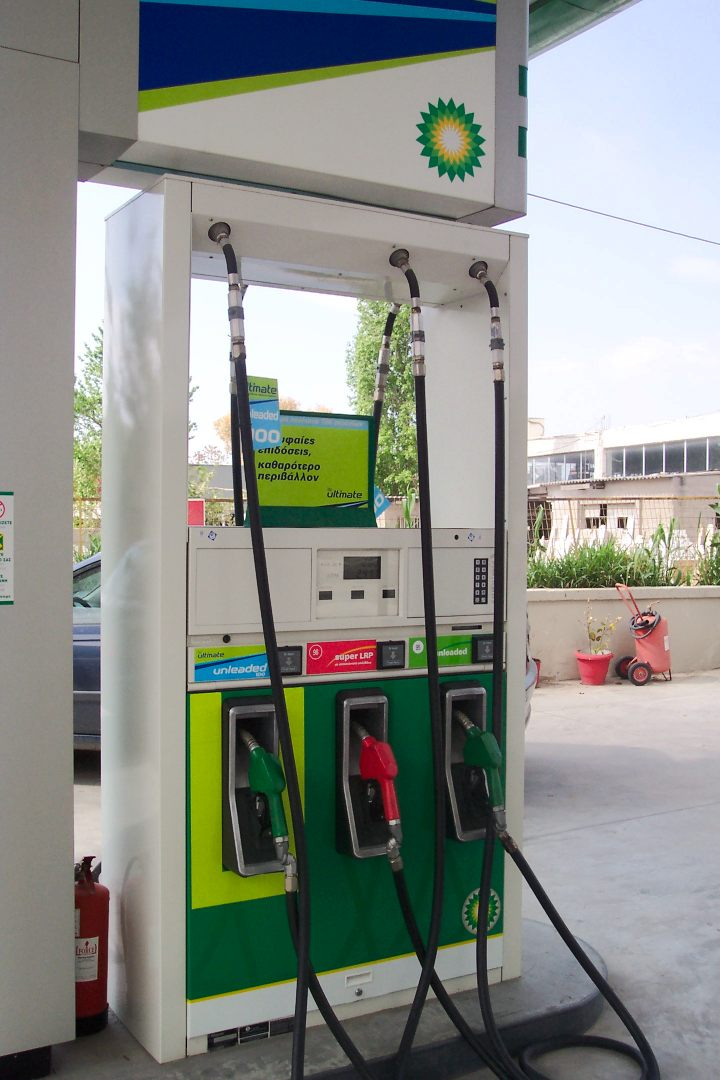
Dispensador de combustible

El dispensador de gasolina  és un aparell situat a una gasolinera que s'utilitza per posar la gasolina al dipòsit dels cotxes. El dispensador de combustible també es coneix com a bomba de gasolina o sortidor de gasolina.
Un dispensador de combustible consisteix en dues parts principals: una unitat de control electrònica que conté un sistema encastat per controlar l'acció de la bomba i que es comunica amb el sistema del taulell a l'interior de la botiga, i en segon lloc, una secció mecànica que conté una bomba elèctrica i unes vàlvules per bombar físicament el combustible.

## Disseny
Els sortidors antics tenien un comptador del volum de gasolina dispensat, amb les xifres sobre unes rodes giratòries (una per cada dígit), que estaven connectades físicament amb una turbina que mesurava el flux de combustible.
Avui dia el flux del combustible es mesura mitjançant uns àleps que fan girar uns codificadors rotatoris que generen impulsos elèctrics. En alguns casos la bomba impulsora es pot segellar i submergir dins del dipòsit de gasolina, en aquest cas es coneix com a bomba submergible.
A part d'això, i per un tema de seguretat, els sortidors més moderns estan equipats normalment amb sistema de control de recuperació de vapors, per evitar que els vapors de la gasolina s'escapin cap a l'aire de la benzinera.
El combustible és una substància perillosa i atès que els sortidors de combustible són el punt focal de distribució al públic general, cal que siguin conformes amb els requisits rigorosos pel que fa, seguretat i exactitud. Els detalls exactes varien entre països diferents i poden dependre fins a cert punt dels polítics. Per exemple, en els països que lluiten contra la corrupció, els sortidors de combustible poden ser supervisats per funcionaris per detectar temptatives de defraudar als clients.
Normalment, els sortidors abans per a poder operar, han de ser certificats individualment després de la instal·lació per part d'un inspector de l'"Oficina de pesos i mesures" del govern, que verifiqui que el dispensador mostra la mateixa quantitat que subministra realment.
Hi ha diverses companyies que fabriquen sortidors de combustible a tot el món. Tres de les més grans són: Tokheim, Gilbarco Veeder-Root i Wayne.

## Boquilla de tancament automàtic
Les bombes de gasolina modernes tenen un sistema de tancament automàtic que atura el flux de gasolina quan el dipòsit està ple. Això es fa mitjançant un segon tub, el "tub de detecció", que discorre dins del tub principal des de la part inferior de la boca del broquet fins a una Bomba Venturi en el mànec de la  mànega. Aquesta vàlvula mecànica del mànec de la bomba detecta el canvi de pressió i dispara el gallet de la bomba, impedint el pas al flux de combustible
La vàlvula de tancament automàtic va ser inventada a Olean, Nova York el 1939 per Richard C. Corson. En observar Corson en un moll de càrrega de la Socony-Vacuum Oil Company, a un treballador omplint un barril de gasolina va pensar que el métode que emprava era ineficaç. Al cap d'un temps, pensant en el tema, el soroll d'un vàter (al buidar l'aigua de la cisterna) li va donar la idea del que després seria una "vàlvula de papallona". Després de desenvolupar un prototip amb el seu assistent, Paul Wenke, Corson va fer el suggeriment a la companyia que més tard va presentar una patent en el seu nom. La intenció inicial de l'equip era la de "permetre a una persona omplir més d'un barril [de gasolina], al mateix temps". Aquest mecanisme es va convertir poc després en la bomba de gasolina moderna amb vàlvula de tall automàtic

## Nota
1. ↑   12/25/1991 Com funciona una bomba de gasolina que s'apaga automàticament quan el dipòsit de gasolina està ple?.  Pa.msu.edu [Consulta: 12 octubre 2011]. Arxivat 2011-10-28 a Wayback Machine.
2. ↑  Plueddeman, Charles. Revelació de misteris Automoció.  Editorial.autos.msn.com [Consulta: 12 octubre 2011]. Arxivat 2012-05-31 a Wayback Machine. «Còpia arxivada». Arxivat de l'original el 2012-05-31. [Consulta: 18 desembre 2011].
3. ↑   patent US2316934 - Emplenament de Barrils.  Google.com [Consulta: 10 desembre 2011].[Enllaç no actiu]
4. ↑  Sampson, Julia «Sabies que? Bomba de gas vàlvula de tancament va ser inventat a Olean». Olean Times Herald, 26-04-2010.